# 北海道札幌真栄高等学校
北海道札幌真栄高等学校（ほっかいどうさっぽろしんえいこうとうがっこう、Hokkaido Sapporo Shinei High School）は、北海道札幌市清田区にある公立（道立）の高等学校。全日制普通科。
授業の一環として毎年行われる、シイタケ栽培が有名である。今はもう行われていない。

## 沿革
- 1982年4月1日 - 北海道札幌豊平区高等学校開校準備事務室（仮称）を北海道札幌月寒高等学校に設置する
- 1982年9月7日 - 校訓と教育目標を決定する。
- 1982年12月21日 - 校章を制定する。
- 1982年12月28日 - 生徒募集人員を450名と決定し、校名を北海道札幌真栄高等学校とする。また、制服を決定する。
- 1983年4月1日 - 正式に開校する。
- 1983年4月9日 - 開校式並びに第1回入学式を挙行する。
- 1985年2月1日 - 校歌の歌詞が完成する。
- 1985年5月10日 - スクールカラーを制定する。
- 1985年8月9日 - 校歌が完成する。
- 1992年10月10日 - 創立10周年記念式典を挙行する。
- 2002年10月5日 - 創立20周年記念式典を挙行する。

## 著名な出身者
- 神田夢実（サッカー選手、香港流浪足球会所属）
- 永坂勇人（サッカー選手、北海道十勝スカイアース所属）
- 雪舟えま（歌人、小説家）
- 酒井ミキオ （シンガーソングライター）
- 大田黒ヒロタカ（お笑い芸人、36号線のメンバー）
- 東京挫折組　矢野　（TikToker）